# Hip-Hop-Montage
Hip-Hop-Montage ist eine Filmtechnik. Dabei werden (häufig in extremen Großaufnahmen) Bilder oder Handlungen in schneller Abfolge oder in Zeitraffer gezeigt und mit – charakteristischen, aber möglicherweise übertriebenen – Soundeffekten unterlegt, um bestimmte – meist wichtige oder oft wiederkehrende – Handlungen zu verdeutlichen, aber auch, um eine Art Videoclipästhetik zu erzeugen.
Beispiele für die weitergehende Anwendung der Hip-Hop-Montage sind die Filme von Regisseuren wie Guy Ritchie, Edgar Wright oder Darren Aronofsky.